# Чалко де Дијаз Коварубијас (Чалко)
Чалко де Дијаз Коварубијас (шп. Chalco de Díaz Covarrubias) насеље је у Мексику у савезној држави Мексико у општини Чалко. Насеље се налази на надморској висини од 2240 м.

## Становништво
Према подацима из 2010. године у насељу је живело 168720 становника.

### Хронологија
| Година       | 2000                   | 2005                   | 2010                   |
| ------------ | ---------------------- | ---------------------- | ---------------------- |
| Становништво | 125027 (61946 / 63081) | 144311 (69043 / 75268) | 168720 (81192 / 87528) |

### Попис
| \| \| м \| \| \| ж \| \| 0—2 \| 5.042 \| \| \| 4.763 \| \| 3—5 \| 5.330 \| \| \| 5.131 \| \| 6—11 \| 10.486 \| \| \| 10.139 \| \| 12—14 \| 5.102 \| \| \| 6.204 \| \| 15—17 \| 5.440 \| \| \| 6.650 \| \| 18—24 \| 11.150 \| \| \| 11.823 \| \| 60+ \| 3.803 \| \| \| 4.298 \| \| Просек : \| 27,0 \| \| \| 27,7 \| |        |  |  |        |
| |        |  |  |        |
| | м      |  |  | ж      |
| 0—2 | 5.042  |  |  | 4.763  |
| 3—5 | 5.330  |  |  | 5.131  |
| 6—11 | 10.486 |  |  | 10.139 |
| 12—14 | 5.102  |  |  | 6.204  |
| 15—17 | 5.440  |  |  | 6.650  |
| 18—24 | 11.150 |  |  | 11.823 |
| 60+ | 3.803  |  |  | 4.298  |
| Просек : | 27,0   |  |  | 27,7   |

| #   | Индикатор                                                                                        | Вредност |
| --- | ------------------------------------------------------------------------------------------------ | -------- |
| 1   | Становништво од 0 до 2 године                                                                    | 9805     |
| 2   | Мушко становништво од 0 до 2 године                                                              | 5042     |
| 3   | Женско становништво од 0 до 2 године                                                             | 4763     |
| 4   | Становништво са 3 и више година                                                                  | 157740   |
| 5   | Мушко становништво са 3 и више година                                                            | 75563    |
| 6   | Женско становништво са 3 и више година                                                           | 82177    |
| 7   | Становништво са 5 и више година                                                                  | 150701   |
| 8   | Мушко становништво са 5 и више година                                                            | 71944    |
| 9   | Женско становништво са 5 и више година                                                           | 78757    |
| 10  | Становништво са 12 и више година                                                                 | 126654   |
| 11  | Мушко становништво са 12 и више година                                                           | 59747    |
| 12  | Женско становништво са 12 и више година                                                          | 66907    |
| 13  | Становништво са 15 и више година                                                                 | 115348   |
| 14  | Мушко становништво са 15 и више година                                                           | 54645    |
| 15  | Женско становништво са 15 и више година                                                          | 60703    |
| 16  | Становништво са 18 и више година                                                                 | 103258   |
| 17  | Мушко становништво са 18 и више година                                                           | 49205    |
| 18  | Женско становништво са 18 и више година                                                          | 54053    |
| 19  | Становништво од 3 до 5 година                                                                    | 10461    |
| 20  | Мушко становништво од 3 до 5 година                                                              | 5330     |
| 21  | Женско становништво од 3 до 5 година                                                             | 5131     |
| 22  | Становништво од 6 до 11 година                                                                   | 20625    |
| 23  | Мушко становништво од 6 до 11 година                                                             | 10486    |
| 24  | Женско становништво од 6 до 11 година                                                            | 10139    |
| 25  | Становништво од 8 до 14 година                                                                   | 25084    |
| 26  | Мушко становништво од 8 до 14 година                                                             | 12113    |
| 27  | Женско становништво од 8 до 14 година                                                            | 12971    |
| 28  | Становништво од 12 до 14 година                                                                  | 11306    |
| 29  | Мушко становништво од 12 до 14 година                                                            | 5102     |
| 30  | Женско становништво од 12 до 14 година                                                           | 6204     |
| 31  | Становништво од 15 до 17 година                                                                  | 12090    |
| 32  | Мушко становништво од 15 до 17 година                                                            | 5440     |
| 33  | Женско становништво од 15 до 17 година                                                           | 6650     |
| 34  | Становништво од 18 до 24 године                                                                  | 22973    |
| 35  | Мушко становништво од 18 до 24 године                                                            | 11150    |
| 36  | Женско становништво од 18 до 24 године                                                           | 11823    |
| 37  | Женско становништво од 15 до 49 година                                                           | 50367    |
| 38  | Становништво са 60 и више година                                                                 | 8101     |
| 39  | Мушко становништво са 60 и више година                                                           | 3803     |
| 40  | Женско становништво са 60 и више година                                                          | 4298     |
| 41  | Однос између мушкараца и жена                                                                    | 92.76    |
| 42  | Становништво од нуле до 14 година                                                                | 52197    |
| 43  | Становништво од 15 до 64 године                                                                  | 110325   |
| 44  | Становништво од 65 година и више                                                                 | 5023     |
| 45  | Просечан број деце                                                                               | 2.14     |
| 46  | Становништво рођено у ентитету                                                                   | 78170    |
| 47  | Мушко становништво рођено у ентитету                                                             | 38689    |
| 48  | Женско становништво рођено у ентитету                                                            | 39481    |
| 49  | Становништво рођено у другом ентитету                                                            | 87614    |
| 50  | Мушко становништво рођено у другом ентитету                                                      | 41620    |
| 51  | Женско становништво рођено у другом ентитету                                                     | 45994    |
| 52  | Становништво од 5 година и више резидентно у ентитету у јуну 2005. године                        | 133863   |
| 53  | Мушко становништво старосног доба од 5 година и више, резидентно у ентитету у јуну 2005. године  | 64761    |
| 54  | Женско становништво старосног доба од 5 и више година, резидентно у ентитету у јуну 2005. године | 69102    |
| 55  | Становништво од 5 година и више које је живело у другом ентитету у јуну 2005. године             | 14435    |
| 56  | Мушко становништво старије од 5 година које је живело у другом ентитету у јуну 2005. године      | 6518     |
| 57  | Женско становништво старије од 5 година које је живело у другом ентитету у јуну 2005. године     | 7917     |
| 58  | Становништво од 3 године и више које говори аутохтони језик                                      | 4282     |
| 59  | Мушко становништво старо 3 године и више које говори аутохтони језик                             | 1849     |
| 60  | Женско становништво старо 3 године и више које говори аутохтони језик                            | 2433     |
| 61  | Становништво од 3 године и више које говори аутохтони језик и не говори шпански језик            | 21       |
| 62  | Мушко становништво старо 3 године и више које говори аутохтони језик и не говори шпански         | 5        |
| 63  | Женско становништво старо 3 године и више које говори аутохтони језик и не говори шпански језик  | 16       |
| 64  | Становништво старо 3 године и више које говори аутохтони језик и шпански                         | 3991     |
| 65  | Мушко становништво старо 3 године и више које говори аутохтони језик и шпански                   | 1719     |
| 66  | Женско становништво старо 3 године и више које говори аутохтони језик и шпански                  | 2272     |
| 67  | Становништво од 5 година и више које говори аутохтони језик                                      | 4272     |
| 68  | Становништво од 5 година и више које говори аутохтони језик и не говори шпански језик            | 21       |
| 69  | Становништво од 5 година и више које говори аутохтони језик и говори шпански језик               | 3986     |
| 70  | Становништво у домородачким домаћинствима                                                        | 10532    |
| 71  | Становништво са ограничењима у активностима                                                      | 6577     |
| 72  | Становништво са ограниченим ходањем или кретањем, горе или доле                                  | 3045     |
| 73  | Становници са ограничењима вида, чак и уз кориштење сочива                                       | 2385     |
| 74  | Становништво са ограничењима говора, комуникације или конверзације                               | 571      |
| 75  | Становништво са ограниченим слухом                                                               | 615      |
| 76  | Становништво са ограничењима при одевању, купању или јелу                                        | 208      |
| 77  | Становништво са ограничењима у опажању или учењу једноставних ствари                             | 294      |
| 78  | Становништво са менталним ограничењима                                                           | 558      |
| 79  | Становништво без ограничења активности                                                           | 159271   |
| 80  | Становништво од 3 до 5 година које не похађа школу                                               | 5159     |
| 81  | Мушко становништво од 3 до 5 година које не похађа школу                                         | 2685     |
| 82  | Женско становништво од 3 до 5 година које не похађа школу                                        | 2474     |
| 83  | Становништво од 6 до 11 година које не похађа школу                                              | 566      |
| 84  | Мушко становништво од 6 до 11 година које не похађа школу                                        | 304      |
| 85  | Женско становништво од 6 до 11 година које не похађа школу                                       | 262      |
| 86  | Становништво од 12 до 14 година које не похађа школу                                             | 634      |
| 87  | Мушко становништво од 12 до 14 година које не похађа школу                                       | 352      |
| 88  | Женско становништво од 12 до 14 година које не похађа школу                                      | 282      |
| 89  | Становништво од 15 до 17 година похађа школу                                                     | 8096     |
| 90  | Мушко становништво од 15 до 17 година похађа школу                                               | 3637     |
| 91  | Женско становништво између 15 и 17 година живота у школи                                         | 4459     |
| 92  | Становништво од 18 до 24 године похађа школу                                                     | 5628     |
| 93  | Мушко становништво од 18 до 24 године похађа школу                                               | 2631     |
| 94  | Женско становништво од 18 до 24 године похађа школу                                              | 2997     |
| 95  | Становништво од 8 до 14 година које не може да чита и пише                                       | 438      |
| 96  | Мушко становништво старосног доба од 8 до 14 година које не може да чита и пише                  | 227      |
| 97  | Женско становништво старосног доби од 8 до 14 година које не може да чита и пише                 | 211      |
| 98  | Становништво од 15 година и више које је неписмено                                               | 4077     |
| 99  | Мушко становништво од 15 година и више које је неписмено                                         | 1336     |
| 100 | Женско становништво од 15 година и више које је неписмено                                        | 2741     |
| 101 | Становништво старо 15 и више година без школовања                                                | 5239     |
| 102 | Мушко становништво старо 15 и више година без школовања                                          | 1944     |
| 103 | Женско становништво старо 15 и више година без школовања                                         | 3295     |
| 104 | Становништво старосног доба 15 и више година са непотпуним основним образовањем                  | 10108    |
| 105 | Мушко становништво старосног доба од 15 година и више са непотпуном основним образовањем         | 4414     |
| 106 | Женско становништво старосног доба 15 и више година са непотпуном основним образовањем           | 5694     |
| 107 | Становништво старо 15 и више година са комплетним основним образовањем                           | 19029    |
| 108 | Мушко становништво старо 15 година и више са комплетним основним образовањем                     | 8724     |
| 109 | Женско становништво старо 15 и више година са комплетним основним образовањем                    | 10305    |
| 110 | Становништво старосног доба 15 и више година са непотпуним средњим образовањем                   | 6871     |
| 111 | Мушко становништво старосног доба од 15 година и више са непотпуним средњим образовањем          | 3626     |
| 112 | Женско становништво старосног доба од 15 година и више са непотпуним средњим образовањем         | 3245     |
| 113 | Становништво старо 15 и више година са пуним секундарном образовањем                             | 32454    |
| 114 | Мушко становништво старосног доба од 15 година и више са пуним секундарном образовањем           | 16407    |
| 115 | Женско становништво старосног доба од 15 година и више са пуним секундарном образовањем          | 16047    |
| 116 | Становништво старије од 18 година са постосновним образовањем                                    | 36214    |
| 117 | Мушко становништво старије од 18 година са постосновним образовањем                              | 17614    |
| 118 | Женско становништво старије од 18 година са постосновним образовањем                             | 18600    |
| 119 | Просечна оцена школовања                                                                         | 8.8      |
| 120 | Просечан ниво образовања мушке популације                                                        | 8.97     |
| 121 | Просечан ниво образовања женског становништва                                                    | 8.65     |
| 122 | Економски активно становништво                                                                   | 67280    |
| 123 | Економски активна мушка популација                                                               | 44748    |
| 124 | Економски активна женска популација                                                              | 22532    |
| 125 | Становништво које није економски активно                                                         | 57760    |
| 126 | Мушко становништво које није економски активно                                                   | 14746    |
| 127 | Женско становништво које није економски активно                                                  | 43014    |
| 128 | Запослено становништво                                                                           | 64202    |
| 129 | Запослено мушко становништво                                                                     | 42368    |
| 130 | Запослено женско становништво                                                                    | 21834    |
| 131 | Незапослена популација                                                                           | 3078     |
| 132 | Незапослена мушка популација                                                                     | 2380     |
| 133 | Незапослена женска популација                                                                    | 698      |
| 134 | Становништво без права на здравствене услуге                                                     | 87693    |
| 135 | Становништво које има право на здравствене услуге                                                | 78454    |
| 136 | Становништво које има право на ИМСС                                                              | 43592    |
| 137 | Становништво које има право на социјално осигурање                                               | 9805     |
| 138 | Становништво које има право на државно социјално осигурање                                       | 1641     |
| 139 | Становништво које има право на опште осигурање или здравствено осигурање за нову генерацију      | 16045    |
| 140 | Становништво које је било једном или није било у браку током 12 година и више                    | 44757    |
| 141 | Венчано или уједињено становништво од 12 година и више                                           | 69221    |
| 142 | Становништво које је било у браку или уједињено 12 година и више                                 | 11244    |
| 143 | Становништво са католичком религијом                                                             | 132265   |
| 144 | Протестанти, еванђелисти и библијски следбеници различити од еванђелиста                         | 16265    |
| 145 | Становништво са другим религијама различитим од претходних                                       | 245      |
| 146 | Становништво без религије                                                                        | 7200     |
| 147 | Укупно пописаних домаћинства                                                                     | 40541    |
| 148 | Пописна домаћинства на челу са мушкарцима                                                        | 30995    |
| 149 | Пописна домаћинства на челу са женама                                                            | 9546     |
| 150 | Становништво у пописним домаћинствима                                                            | 164731   |
| 151 | Становништво у пописним домаћинствима на челу са мушкарцима                                      | 130213   |
| 152 | Становништво у пописним домаћинствима на челу са женама                                          | 34518    |
| 153 | Укупно домаћинстава                                                                              | 48710    |
| 154 | Укупно насељених домаћинстава                                                                    | 40929    |
| 155 | Укупно приватних кућа                                                                            | 48322    |
| 156 | Насељени приватни домови                                                                         | 40541    |
| 157 | Укупно насељених приватних кућа                                                                  | 40919    |
| 158 | Ненасељене приватне куће                                                                         | 6294     |
| 159 | Појединачна домаћинства за привремену употребу                                                   | 1487     |
| 160 | Становници у насељеним приватним кућама                                                          | 164731   |
| 161 | Насељеност станара у приватним становима                                                         | 4.06     |
| 162 | Просечно становника по соби у приватним насељеним домаћинствима                                  | 1.22     |
| 163 | Појединачна домаћинства са подовима од различитих материјала од земље                            | 38399    |
| 164 | Појединачна домаћинства у приземљу                                                               | 2012     |
| 165 | Појединачна домаћинства са једном спаваћом собом                                                 | 16971    |
| 166 | Појединачна домаћинства са две спаваће собе и више                                               | 23455    |
| 167 | Појединачна домаћинства са једним собом                                                          | 4914     |
| 168 | Појединачна домаћинства са две собе                                                              | 8639     |
| 169 | Појединачна домаћинства са 3 собе и више                                                         | 26823    |
| 170 | Појединачна домаћинства која имају електрично светло                                             | 40285    |
| 171 | Појединачна домаћинства која немају електрично светло                                            | 137      |
| 172 | Појединачна домаћинства која имају водоводну воду у стамбеном простору                           | 39145    |
| 173 | Појединачна домаћинства која немају водоводну воду у стамбеном простору                          | 1257     |
| 174 | Појединачна домаћинства која имају тоалет                                                        | 40277    |
| 175 | Појединачна домаћинства која имају канализацију                                                  | 40148    |
| 176 | Појединачна домаћинства која немају канализацију                                                 | 240      |
| 177 | Појединачна домаћинства која имају електрично светло, довод воде из јавне мреже и канализацију   | 38828    |
| 178 | Појединачна домаћинства без икаквих услова                                                       | 241      |
| 179 | Појединачна домаћинства која имају радио                                                         | 35100    |
| 180 | Појединачна домаћинства која имају телевизор                                                     | 39269    |
| 181 | Појединачна домаћинства која имају фрижидер                                                      | 32093    |
| 182 | Појединачна домаћинства која имају машину за веш                                                 | 27108    |
| 183 | Појединачна домаћинства која имају аутомобил или комби                                           | 13117    |
| 184 | Појединачна домаћинства која имају рачунар                                                       | 10496    |
| 185 | Појединачна домаћинства која имају фиксну телефонску линију                                      | 21019    |
| 186 | Појединачна домаћинства која имају мобилни телефон                                               | 27638    |
| 187 | Појединачна домаћинства која имају приступ интернету                                             | 7134     |
| 188 | Величина локације                                                                                | 11       |